# Jeungsanismo
Jeungsanismo (증산교, Jeungsangyo) é uma palavra com dois usos diferentes: como sinônimo de Jeung San Do (증산도), um novo movimento religioso coreano, ou para designar uma família de mais de 100 novos movimentos religiosos coreanos que reconhecem Kang Jeungsan (Gang Il-sun) como a encarnação do Deus Supremo do Universo, Sangje.

## Origens e divisões
Kang Jeungsan, reconhecido por seus discípulos como o Deus Supremo encarnado, morreu em 24 de junho de 1909 na Clínica Donggok que ele havia estabelecido em 1908. Kang não havia designado claramente um sucessor, e tanto seus principais discípulos quanto alguns de seus parentes estabeleceram ramos separados, que por sua vez se separaram em outras organizações rivais, gerando mais de 100 ordens religiosas dentro da família geral do jeungsanismo. Todos reconhecem Kang como Sangje, o Deus Supremo do Universo, e acreditam que ele reorganizou todo o universo através de sua missão e rituais, mas diferem em quem os sucessores de Kang deveriam ter sido. Alguns deles divinizaram e cultuaram como divindades seus próprios fundadores, ou outros líderes do jeungsanismo, além de Kang.
Vários ramos têm suas origens em Goh Pan-Lye (Subu, literalmente “(a) Chefe”, 1880-1935, embora no círculo de Kang houvesse duas “Subus” diferentes), uma discípula de Kang Jeungsan. Por volta de setembro de 1911, Goh reuniu em torno dela vários seguidores de Kang. Eventualmente, o primo de Goh, Cha Gyeong-Seok (1880-1936), um discípulo líder de Kang, tornou-se o líder do ramo de Goh. Insatisfeita com esta situação, Goh se separou de Cha em 1919 e uniu forças com Lee Sangho (1888-1967), que, junto com seu irmão Lee Jeongnip (1895-1968), estabeleceu várias organizações e, finalmente, a sede da Jeungsangyo. Os Lee foram o primeiro e o segundo patriarcas, respectivamente, da Sede Jeungsangyo.
Na década de 1920, o ramo de Cha, conhecido como Bocheon-gyo, tornou-se o maior novo movimento religioso coreano e possivelmente a maior religião da Coreia, com cerca de seis milhões de seguidores. Declinou rapidamente após a morte de Cha em 1936 e se fragmentou em vários grupos concorrentes, assim como a organização de Goh. O maior entre os ramos que reivindicam uma linhagem originária de Goh é Jeung San Do, fundado por Ahn Un-san (1922-2012), um ex-discípulo dos irmãos Lee, que estabeleceu sua primeira organização religiosa em 1945. Após novas divisões, Ahn fundou o atual Jeung San Do em 1974 junto com seu filho, Ahn Gyeong-jeon (nascido em 1954). Jeung San Do acredita que, como Kang era Deus Pai, Goh, reverenciada com o título de Tae-mo-nim, era Deusa Mãe e entre 1926 e 1935 realizou sua própria reordenação do universo. Jeung San Do é o movimento dentro do Jeungsanismo com a presença mais visível no exterior, embora não seja o maior ramo na Coreia.
Outro discípulo líder de Kang Jeungsan foi Kim Hyeong-Ryeol (1862-1932). Ele originalmente aceitou a liderança de Cha. Em 1914, no entanto, ele saiu e estabeleceu uma ordem religiosa independente com a viúva de Kang Jeungsan, Jeong (1874-1928). Enquanto o jeungsanismo em geral acredita que Sangje permaneceu por trinta anos na gigante estátua do Buda Maitreya no Templo Geumsansa antes de encarnar como Kang Jeungsan, o ramo de Kim ensina que, depois que ele morreu, Kang passou a residir novamente na estátua. Kim ganhou algum apoio com essa crença entre os monges budistas em Geumsansa, mas em 1922 foi expulso do mosteiro pelo abade, um incidente que levou ao declínio de seu ramo.
Outro ramo importante surgiu na década de 1920 em torno de Jo Cheol-Je, conhecido por seus discípulos como Jo Jeongsan (1895-1958). Jo nunca conheceu Kang pessoalmente, mas afirmou ter recebido uma revelação dele em 1917. Eventualmente, ele foi reconhecido como o misterioso sucessor que Kang havia anunciado em suas profecias pela irmã do falecido Kang (Seondol, ~1881-1942), mãe (Kwon, 1850-1926) e filha (Sun-Im, 1904-1959), embora a filha tenha começado seu próprio ramo separado com o marido Kim Byeong-cheol (1905-1970). A filial de Sun-Im, conhecida como Jeung San Beob Jong Gyo, está sediada na província coreana de Jeolla do Norte e, após prolongado litígio com outras filiais, obteve os restos mortais de Kang, que atualmente estão em sua sede. Jo organizou seu movimento como Mugeukdo em 1925, mas teve que dissolvê-lo em 1941 devido à ocupação japonesa da Coreia e à hostilidade do Japão a novas religiões. Ele o reorganizou em 1948, e em 1950 mudou seu nome para Taegeukdo, com sede em Busan. Jo morreu em 1958. Seus discípulos continuaram como uma única ordem religiosa até 1968, reconhecendo como sucessor de Jo Park Wudang (1918-1996, ou 1917-1995 de acordo com o calendário lunar normalmente usado pelo movimento). Em 1968, no entanto, a autoridade de Park foi contestada por vários executivos seniores e por um dos filhos de Jo, Jo Yongnae, que se opôs às reformas que Park havia introduzido. O grupo oposto a Park manteve a sede perto de Busan e o nome Taegeukdo, enquanto Park mudou-se para Seul e reorganizou sua filial em 1969 como Daesoon Jinrihoe. Embora as estatísticas sejam motivo de controvérsia, Daesoon Jinrihoe parece ser a maior nova religião da família do jeungsanismo e possivelmente a maior nova religião coreana em geral. Com a morte de Park em 1996, surgiram controvérsias dentro do Daesoon Jinrihoe entre aqueles que defendiam e aqueles que negavam a deificação de Park como uma terceira figura divina, juntamente com Kang e Jo. O ramo que rejeitou a deificação manteve o controle da sede em Yeoju e foi seguido por uma grande maioria dos membros, enquanto outros quatro ramos (e possivelmente mais) reconheceram Park como um deus ou o Buda Maitreya e se separaram da organização principal, com a qual dois deles mantêm, no entanto, um diálogo.